# Junge Welt-Pokal

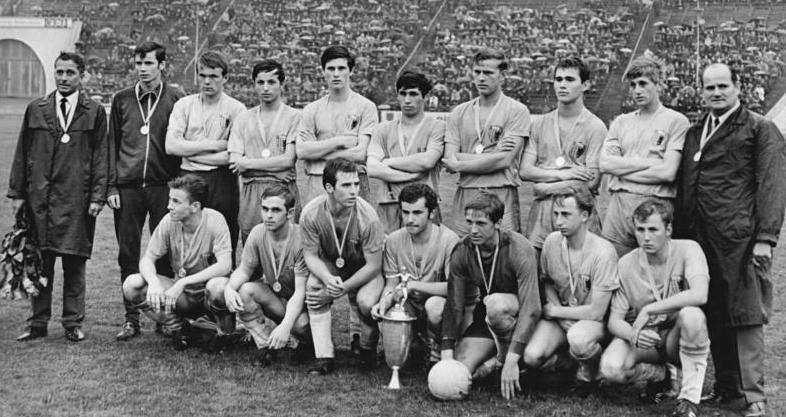
Die Mannschaft des FC Karl-Marx-Stadt mit dem Pokal 1968.

Der Junge Welt-Pokal war ein bis 1991 ausgetragener Pokalwettbewerb im Nachwuchsfußball des Deutschen Fußball-Verbandes der DDR. Gestiftet wurde der Pokal von der Freien Deutschen Jugend sowie der Tageszeitung Junge Welt für den Juniorenbereich. Unter dem Namen Junge Welt-Pokal wurden auch auf unterklassiger Bezirksebene jeweilige Pokalsieger ermittelt.

## Historie
In der Anfangsphase fand der Wettbewerb noch auf gesamtdeutscher Ebene in Turnierform statt. Später wurde der Sieger aus den jeweiligen Bezirkspokalsiegern ermittelt. Der Stellenwert des ostdeutschen Nachwuchspokals war mit dem heutigen DFB-Junioren-Vereinspokal vergleichbar.
In jenen sieben Spielzeiten, in denen die Junioren- von der Nachwuchsoberliga ersetzt wurde (1976/77 bis 1982/83), und die besten Juniorenspieler der zehn staatlich geförderten Fußballclubs und der ihnen gleichgestellten SG Dynamo Dresden in der Juniorenliga (AK 17/18) antraten, stammten die Sieger des Wettbewerbs ausschließlich aus Betriebssportgemeinschaften. Ab 1983/84 durften laut DFV-Beschluss wieder alle Junioren - und Jugendmannschaften am Junge Welt- (AK 17/18) und am FDJ-Pokal (AK 15/16) teilnehmen. Damit begann erneut die Dominanz der Fußballclubs. Erfolgreichste Teilnehmer waren der BFC Dynamo (später FC Berlin) mit fünf Triumphen sowie mit jeweils vier Siegen der 1. FC Lokomotive Leipzig und Dynamo Dresden.

## Pokalsieger
| 1949 | Nordstern 07 Berlin          |  |
| 1950 | ZSG Union Halle              |  |
| 1951 | BSG Melsa Halle              |  |
| 1952 | BSG Empor Halle              |  |
| 1953 | BSG Wismut Neuwürschnitz     |  |
| 1954 | TuRU Düsseldorf              |  |
| 1955 | SC Turbine Erfurt (1)        |  |
| 1956 | Eintracht Braunschweig (1)   |  |
| 1957 | Eintracht Braunschweig (2)   |  |
| 1958 | SC Motor Karl-Marx-Stadt (1) |  |
| 1959 | ASK Vorwärts Berlin          |  |

| 1960 | SC Lokomotive Leipzig  |  |
| 1961 | TSC Oberschöneweide    |  |
| 1962 | SC Frankfurt           |  |
| 1963 | SC Turbine Erfurt (2)  |  |
| 1964 | SC Chemie Halle        |  |
| 1965 | SC Karl-Marx-Stadt (2) |  |
| 1966 | BFC Dynamo (1)         |  |
| 1967 | BFC Dynamo (2)         |  |
| 1968 | FC Karl-Marx-Stadt (3) |  |
| 1969 | BSG Stahl Riesa (1)    |  |
| 1970 | 1. FC Magdeburg (1)    |  |

| 1971 | 1. FC Lokomotive Leipzig (1) |  |
| 1972 | FC Hansa Rostock (1)         |  |
| 1973 | FC Hansa Rostock (2)         |  |
| 1974 | 1. FC Lokomotive Leipzig (2) |  |
| 1975 | 1. FC Lokomotive Leipzig (3) |  |
| 1976 | SG Dynamo Dresden (1)        |  |
| 1977 | BSG Stahl Riesa (2)          |  |
| 1978 | BSG Wismut Aue (1)           |  |
| 1979 | BSG Wismut Aue (2)           |  |
| 1980 | BSG Chemie Leipzig (2)       |  |
| 1981 | BSG Post Neubrandenburg (1)  |  |

| 1982 | BSG Post Neubrandenburg (2)  |  |
| 1983 | BSG Stahl Riesa (3)          |  |
| 1984 | 1. FC Magdeburg (2)          |  |
| 1985 | SG Dynamo Dresden (2)        |  |
| 1986 | SG Dynamo Dresden (3)        |  |
| 1987 | BFC Dynamo (3)               |  |
| 1988 | 1. FC Lokomotive Leipzig (4) |  |
| 1989 | BFC Dynamo (4)               |  |
| 1990 | FC Berlin (5)                |  |
| 1991 | 1. FC Dynamo Dresden (4)     |  |